# Guido Balzarini
Guido Balzarini (Arrone, 21 ottobre 1874 – Roma, 18 aprile 1935) è stato uno schermidore italiano, specializzato nella sciabola. Ha vinto una medaglia d'oro nella scherma ai Giochi olimpici.
Massone, fu membro della loggia Gioviano Spontano di Spoleto.

## Palmarès
In carriera ha ottenuto i seguenti risultati:
Giochi olimpici
Individuale
A squadre
- Oro nella sciabola a Parigi 1924